# Mi vida en arte
Mi vida en arte es la autobiografía del actor y director de teatro ruso Konstantín Stanislavski. Primero fue encargado mientras Stanislavski estaba en Estados Unidos de visita con el Teatro de Arte de Moscú, y fue publicado por primera vez en Boston, Massachusetts, en inglés en 1924. Más tarde fue revisado y publicado en una edición rusa en Moscú bajo el título Моя жизнь в искусстве (pronunciado Moya zhizn' v iskusstve). Está dividido en 4 secciones tituladas: 1-Niñez artística, 2-Juventud artística, 3-Adolescencia artística y 4-Edad adulta artística. 

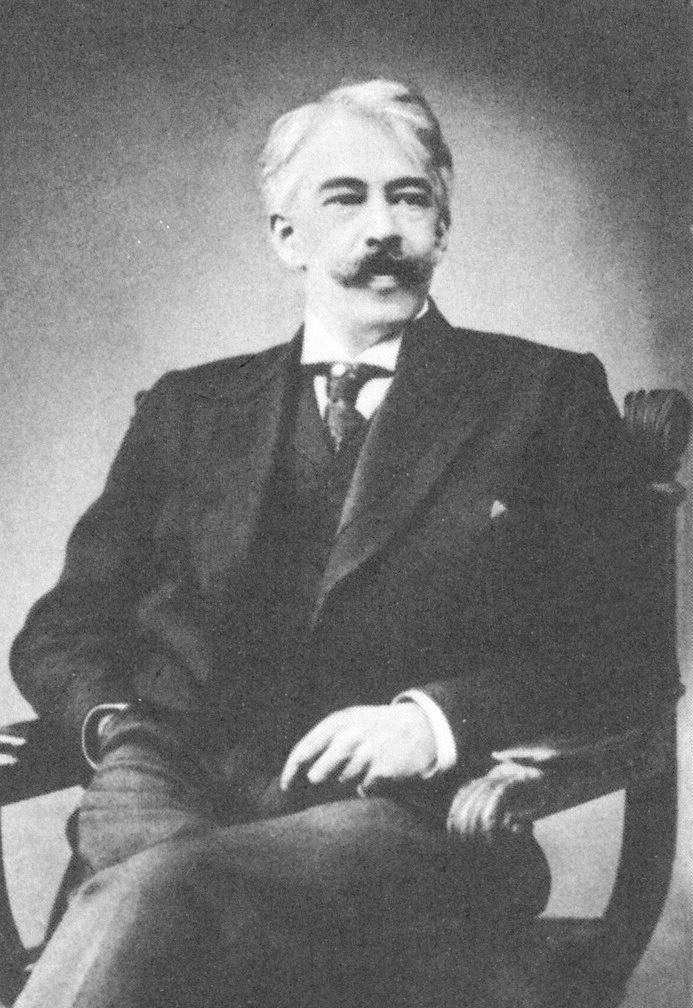
Stanislavski

## Sección primera - Niñez artística
Esta sección, contiene 11 capítulos y empieza con el nacimiento de Stanislavski en 1863 y termina en los primeros años 20. Primero describe su vida familiar y su crianza, hablando de sus viajes tempranos al circo, la ópera italiana, el ballet y su introducción al teatro ruso. Describe el teatro de títeres profesional, el cual él y sus hermanos ponen en casa, así como otros acontecimientos que le conformaron temprano en un artista. Describe su primera experiencia actuando, su experiencia como director de la Sociedad Musical de Moscú y su breve e insatisfecha experiencia en la escuela Escuela de Teatro de Moscú en 1885, que abandonó a las tres semanas.

## Sección segunda - Adolescencia artística
En esta muy breve sección, que consta de 3 capítulos, Stanislavski describe sus esfuerzos fugaces con un grupo teatral amateur  llamado The Alekseyev Circle (Alekseyev era el apellido real de Stanislavski) formado por él y sus hermanos en el verano de 1884. Su objetivo era poner en escena operetas, que eran muy populares en ese tiempo en Moscú. Estos intentos le dirigieron al principio de su carrera de actor. En esta sección él también habla sobre su obsesión con el ballet y sus ambiciones de convertirse en cantante de ópera.

## Sección tercera - Juventud artística
Esta es la sección más grande de su autobiografía y consta de 41 capítulos. Empieza con la fundación de la Sociedad de Moscú de Arte y Literatura en el invierno de 1888, la cual funda a la edad de 25 junto con el director ruso Alexander Fedotov y el grupo de actores que Fedotov había juntado, incluido Stanislavski. Fedotov había dirigido a Stanislavski en una obra de Nikolai Gogol, llamada "The Players". Stanislavski consideró a Fedotov el primer "director verdaderamente talentoso" que haya trabajado con él. En la primera mitad de esta sección Stanislavski describe muchas de las obras representadas por el grupo, empezando con su debut y acabando con los acontecimientos que llevaron a la fundación del Teatro de Arte del Moscú el 14 de octubre de 1897. Habla de los avances que logró en aquellos diez años en el arte de la actuación , a través de su experiencia como actor y director. También habla sobre su sobre su relación con Leo Tolstoy. Uno de los acontecimientos que llevaron a la creación del Teatro de Arte de Moscú fue la relación de Stanislavski con el codirector y cofundador del teatro Vladimir Nemirovich-Danchenko, quién por entonces era un conocido dramaturgo y director ruso de la escuela de drama de Moscú de la Sociedad Filarmónica. Entre los licenciados de la escuela en la clase de 1898 estaban Olga Knipper y Vsevolod Meyerhold. En el Teatro de Arte del Moscú Stanislavski estaba encargado de dirigir todas las producciones y Nemirovich-Danchenko estaba encargado del lado literario. Al menos estuvieron de acuerdo con que cada cual de ellos tendría el poder de veto en su área, siempre que un acuerdo no podía ser hecho en un tema particular.
La segunda mitad de la sección tercera describe los primeros nueve años de la existencia del Teatro de Arte del Moscú hasta su primera visita internacional en 1906, cuándo viajaron a Berlín. Stanislavski utiliza la mayoría de esta sección describiendo en dramático detalle su relación con Anton Chekhov y las producciones de las obras de Chekhov, empezando con su primera producción de "La Gaviota", la cual había sido originalmente escenificada en San Petersburgo, y acabando con su producción de "El jardín de los cerezos" en 1904 y la muerte de Chekhov ese mismo año. Describe como era escenificar estas obras con la ayuda de Chekhov, a menudo a través de correspondencia debido a su tuberculosis qué le forzó a pasar los inviernos en el Crimea. Stanislavski sentía que la razón de por qué otros grupos de teatro coyuntural no tuvieron ningún éxito con las obras de Chekhov fue porque intentaban actuar utilizando la escuela vieja de actuación. Stanislavski descubrió que las obras de Chekhov eran más eficaces cuándo los actores utilizaban silencio y quietud en el escenario.

## Sección cuarta - Edad adulta artística
En esta sección, que consta de 18 capítulos, Stanislavski describe los principios de su trabajo formulando un "sistema" para enseñar a actuar, el cual finalmente le llevó a escribir sus famosos libros de actuación, los cuales en inglés se llaman "An Actor Prepares", "Building a Character" y "Creating a Role". Estos libros son los volúmenes 2, 3 y 4 de los Trabajos Completos de Stanislavski, el cual es un conjunto de 8 volúmenes, publicado en Rusia en 1954. "Mi vida en arte" es, naturalmente, el primer volumen. El "sistema" de Stanislavski estuvo construido en una recopilación de material reunido sobre el curso de dos décadas de trabajo en el teatro, y era en un esfuerzo grande para encontrar las respuestas a su muchos cuestiones sin resolver sobre la naturaleza de la actuación como una forma de arte. Trabajo en este sistema, según Stanislavski, empezando durante la temporada 1906/07 del Teatro de Arte del Moscú. Empezó por experimentar con él mismo y otros actores durante los ensayos de las obras y terminó utilizando las producciones actuales para sus experimentos en el uso de técnicas nuevas, como relajación y concentración en el escenario. Fue en este periodo cuando desarrolla sus principios del "magic if" (cuándo los actores se preguntan, "¿Si fuese yo el personaje en una situación particular, qué haría?) y "un sentido de verdad" (un sentido en el que los actores tienen que ver si sus palabras y acciones resultan creíbles). Pero Stanislavski finalmente llegó a la conclusión de que el teatro no era el sitio para tales experimentos, ya que distraía muchísimo del trabajo que había que hacer. Esta conclusión le llevó a abrir el primer Estudio del Teatro de Arte del Moscú, el cual todavía existe. La sección también describe algunas de las producciones del Teatro de Arte del Moscú de varias obras, incluyendo la obra de Ivan Turgenev, "Un mes en el campo". También habla sobre la Revolución rusa de 1917 y sus efectos en el Teatro. Acaba el libro con un capítulo titulado "Conclusiones y el Futuro", en el que habla de muchas de sus conclusiones sobre el arte de actuar y su "sistema", el cual declara, consta de dos partes: 1-trabajo interno y externo de un actor sobre él mismo ("Un Actor Prepara"), 2- trabajo interno y externo de un actor en un papel ("Construyendo un Carácter" y "Creando una Función"). Acaba por declarar que divulgará en su libro próximo, lo cual hace en los tres volúmenes. Curiosamente, habiendo escrito aquellos tres volúmenes, continuó reinventar su "sistema" y reformulando muchas de sus opiniones en la actuación. Parece como si él nunca hubiera encontrado las respuestas a todas sus preguntas. Pero consiguió ir más lejos que las personas que le precedieron y le siguieron. Formó la fundación para muchos que vinieron después de él, concretamente profesores como Stella Adler, Lee Strasberg y Sanford Meisner.